# (187709) Fengduan
(187709) Fengduan est un astéroïde de la ceinture principale.

## Description
(187709) Fengduan est un astéroïde de la ceinture principale. Il fut découvert le 3 mars 2008 à XuYi par le programme de relevé astronomique d'objets géocroiseurs de l'observatoire de la Montagne Pourpre (PMO NEO). Il présente une orbite caractérisée par un demi-grand axe de 2,93 UA, une excentricité de 0,04 et une inclinaison de 3,0° par rapport à l'écliptique.

## Compléments